# Maxim Tchako
Maxim Tchako (8 maart 2002) is een Belgisch basketballer.

## Carrière
Tchako speelde in de jeugd van KBBC Racing Brugge, ACJ Basket Brugge en KBBC Oostkamp. Bij deze laatste maakte hij zijn debuut in de eerste ploeg en speelde er tot in 2022. Toen maakte hij de overstap naar tweedeklasser Kortrijk Spurs, hij promoveerde met de Spurs en maakte in het seizoen 2023/24 zijn debuut in de BNXT League. Voor het seizoen 2024/25 tekende hij bij de derdeklasser Basket Willebroek.

## Erelijst
- Kampioen tweede klasse: 2023